# Самуил бен-Иуда ибн-Тиббон
Самуил бен-Иуда ибн-Тиббон (1150 или 1160, Люнель — около 1230[…], Марсель) — провансальский (позже Южная Франция) еврейский врач, философ и переводчик. Своими переводами с арабского языка на еврейский способствовал распространению идей Маймонида.

## Биография
Родился в Люнеле в 1150 году. От отца, врача и переводчика Иуды ибн-Тиббона, и других опытных учителей получил вполне законченное образование по медицине, по арабской и еврейской литературам и солидные сведения по всем отраслям знания того времени.
Позже жил в разных городах Южной Франции (в Безье в 1199 году, в Арле в 1204 году) и путешествовал, посетив испанские города Барселону и Толедо и египетскую Александрию (1210—1213). Наконец поселился на постоянное жительство в Марселе, где и умер около 1230 года.
Его внук — Яков бен-Махир ибн-Тиббон (1236—1304), врач, астроном и переводчик с арабского на еврейский.

## Идеи
Был восторженным приверженцем Маймонида и его метода аллегорического объяснения Библии и притом настолько убеждённым, что объявил, что библейские рассказы следует рассматривать как простые притчи («meschalim»), а религиозные законы только как руководство («hanhagot») к высшей духовной жизни. Такие объяснения, необычные для той эпохи, вызвали ярость представителей дословной интерпретации Библии, антимаймонидской партии.

## Труды

### Глоссарий философских терминов
Составил на корабле, на обратном пути из Александрии (1213), объяснения философских терминов в «Путеводителе растерянных» Маймонида под заглавием «Biur me-ha-Milloth ha-Zarot» (напечатано вместе с переводами «Путеводителя» в Венеции в 1551 году и потом многократно). Также счёл нужным составить алфавитный глоссарий технических слов, употреблённых в его переводе. Во введении он разделяет эти слова на пять классов:
1) слова, взятые, главным образом, из арабского языка;
2) редкие слова, встречающиеся в Мишне и Гемаре;
3) еврейские глаголы и имена прилагательные, произведённые из существительных по аналогии с арабскими;
4) омонимы, употребляемые с особыми значениями,
5) слова, которым были даны новые значения по аналогии с арабскими названиями.
Также привёл перечень исправлений, которые ибн-Тиббон считал впоследствии необходимыми в дальнейших копиях его перевода «Путеводителя». В глоссарии дано не только краткое объяснение каждого слова и его происхождения, но во многих случаях также научные определения с приложением примеров.

### Библейский комментарий
Согласно Исааку Латтесу, ибн-Тиббон написал комментарий на всю Библию, но из него известны только следующие части:
- «Maamar Jikkawu ha-Majim», философский трактат в 22 главах о кн. Бытия, 1, 9 (опубликованный М. Бислихесом, Пресбург, 1837) — о физических и метафизических темах, интерпретируя аллегорически-философским методом библейские места, касающиеся миросоздания; в конце трактата ибн-Тиббон отмечает, что был побуждён написать его ввиду отсутствия среди евреев философских знаний, столь распространённых среди неевреев;
- философский комментарий ибн-Тиббона к Экклезиасту — сохранился в нескольких рукописях (описан Перро в Bollettino italiano degli stud. orientale, новая серия, 1878);
- комментарий к Песни Песней; известен ссылками из него в комментариях к Екклезиасту и Песни Песней (сына Самуила ибн-Тиббона, Моисея); содержание его совершенно неизвестно;
- «Ner ha-Chofesch» — комментарий к тем частям Библии, которые, как уверяет ибн-Тиббон, следует понимать в аллегорическом смысле, — известен только из цитат в «Maamar Jikkawu ha-Majim», причём рукопись этого сочинения не найдена.[4]

### Переводы сочинений Маймонида

#### «Путеводитель растерянных»
Особенно прославился переводом маймонидовского «Dalalat al-Ha’irin» (на еврейском языке заглавие «Морэ Небухим»; закончено около 1190 года). Это заглавие, под которым знаменитое сочинение с тех пор общеизвестно и которое означает «Путеводитель блуждающих» (принятый русский перевод «Путеводитель растерянных»), было сатирически превращено противниками ибн-Тиббона в «Небушат га-Морим» — «Заблуждение путеводителей». Ещё до окончания своей работы несколько раз обращался письменно к Маймониду с просьбой объяснить ему трудные места.
В предисловии к своему переводу ибн-Тиббон мотивирует предпринятый труд просьбой учёных евреев Люнеля. Как на вспомогательные средства он указывает на переводы своего отца, сочинения об арабском языке и арабские книги в его собственной библиотеке.
Испанский поэт Алхаризи тоже перевёл «Морэ» Маймонида, заимствовав заглавие «Морэ Небухим» у своего предшественника. Хотя Алхаризи говорит об ибн-Тиббоне не без некоторой личной злобы, будто бы тот намеренно затемнял смысл оригинала, его попытка вытеснить перевод ибн-Тиббона не имела, однако, успеха. Критик Шем-Тоб ибн-Палкера произнёс суд над обоими переводами в анонимном письме: «В переводе ибн-Tиббона, — пишет он, — есть лишь мало ошибок, и если бы учёный переводчик имел время, он мог бы их исправить; но в переводе Алхаризи ошибки многочисленны и слова часто дают ложный смысл».

#### Другие
Ибн-Tиббон перевёл также следующие философские сочинения Маймонида:
- трактат о воскресении мёртвых под заглавием «Иггерет» (послание), или «Маамар техиат ха-метим» (Константинополь, 1569);
- комментарий к «Пиркей авот», включающий психологическое введение, под заглавием «Шенома Пераким» (Сонцино, 1484; предисловие к переводам имеется в двух различных версиях);
- «13 догматов веры» — «Шелош Эсре Иккарим», или «Йесодот»;
- письмо Маймонида к Иосифу ибн-Акнину (часть напечатана в «Ковец Тешубот ха-Рамбам»).[4]

### Переводы нееврейских авторов
- Комментарии Али ибн Ридвана к «Ars Раrvа» Галена;
- три небольших трактата Аверроэса[5];
- арабский перевод Яхьи ибн-Батрика «Метеорологики» Аристотеля под заглавием «Ototh ha-Schamajim».[4]